# ديموس (أسطورة)
دَيْمُوسُ أو دَيْمُسُ، (باللغة الإغريقية: Δεῖμος)، و(باللغة الإنجليزية: Deimos)، هو إله الرّهبة في الميثولوجيا الإغريقيّة، والده آرِيزُ وأمّه أَفْرُودِيتُ، وله أخ توأم هو فُوبُوسُ. كان لدَيمُسَ الدّور في تجسيد مشاعر الرّهبة الملقاةِ في أفئدة المشاركين في الحروب، بينما جسّد شقيقه التّوأم فُوبُوسُ مشاعر الرّعب والفزع. وكرّس دَيْمُسُ نفسه لخدمة والده آرِيزَ في حروبه، وكذلك فُوبُوسُ، ورافقاه في معاركه التي يقصدها بعربته، وشاركتهم أيضًا إلاهة الحرب إِينِيُو، وإِيرِسُ إلاهةُ النزاع والخلاف. وتيمّنًا بإله الرّهبة، سمّي القمر المرّيخي الأصغر ديموس بهذا الاسم. والنّظير الرومانيّ للإله ديموس كان إمّا فُرْمِيدُو أو مِيتُسَ.

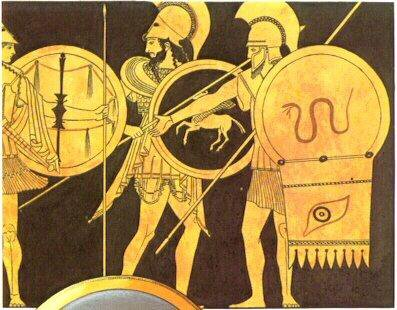
دَيْمُسُ وشقيقه فُوبُوسُ.

## ميثولوجيا
كان دَيْمُسُ ابنًا لإله الحربِ آرِيزَ وإلاهة الحبّ والجمال أَفْرُودِيتَ، شقيقُه التّوأمُ فُوبُوسُ، وعمّته إلاهة الحربِ إِينِيُو، الّتي رافقت أخاها آرِيزَ في حروبه الدّامية بعونٍ من خُدّام والده زِيُوسَ‌. ولم يكن دَيْمُسُ في الميثولوجيا الإغريقيّة شخصيّةً واقعيّة، بل كان تجسيدًا وتعبيرًا تجريديًّا لحالة الرّهبة التي تنتاب من وطأت قدمُه ساحةَ الوغى. ونظيره الرّومانيّ كان إمّا فُرمِيدُو أو مِيتُسَ.
وبعد اكتشاف عالم الفلك الأمريكي أَسَاف هُول قمري المرّيخ المعروفَينِ، سمّى أحدهما ديموس والآخر فوبوس على الرَّغم من أنّ القمرين مختلفان، وصاحبي الاسمين توأمان.

## في الثقافة الشعبية
ظهر ديمُس في الرواية الفانتازية قد يبكي الشيطان (Devil May Cry) لمؤلّفتها شيريلين كينيون. وظهر في لعبة إله الحرب: شبح إسبرطة‍، إلّا أنّه هنا شقيق قِرَاطُوسَ، الذي تربّع على عرش إله الحرب. وفي حبكة اللعبة، تنبّأت عرّافةٌ أنّ نهاية الآلهة الأولمبيّة ستكون على يدٍ محاربٍ موسوم، الأمر الذي دفع الآلهة أن يرسلوا آريز برفقه أخته أثينا إلى قريةٍ ظُنّ أنّ فيها المحارب المنشود، ونظرًا لوَحَماتِ دَيْمُس، أخذه آريزُ قهرًا؛ بظنّ منه أنّه المحارب الموسوم. وبعد أن أصبح قِرَاطُوسُ إله الحرب، أعلمته أمُّه أن شقيقه دَيْمُسَ ليس بميّتٍ، وأنّه مسجون عند إله الموت ثاناتوس. وبعد شقّ الوَعْرِ، وجد قِرَاطُوسَ شقيقه مُصَفَّدًا، فحرّره، إلّا أنّ الأخير انهال على أخيه ضربًا، بحنقٍ أشبه بالعتاب، إذ أنّه لم ينقذه في صغره، وتركه يشبّ والأصفاد موثقة به. وبُعيد الصّراع الأخَويّ، يجيء ثاناتوس ويخطف ديمُس، مصطحبًا إيّاه إلى جُرُوفِ المَوتِ، فبقي مُعلّقًا بحافة الجرف وشيكٌ موتُه، إلّا أنّ قِرَاطُوسَ أغاثه. فقاتل الشقيقان إله الموت، وإذ أدركت ديمُس المنيّة، فتقضّض قراطُوسُ ثائرًا على ثاناتوسَ فقضى عليه.
وظهر في الفيلم الكَرتُونيّ المرأة المعجزة، وفي القصة المصورة (مانغا) عروسة ديموس (Bride of Deimos) شخصيّةً رئيسيّةً. وظهر في الموسم الخامس من مسلسل  هرقل: الرحلات الأسطورية، وفي الحلقة الأخيرة من الموسم الخامس لمسلسل زينا: الأميرة المحاربة.
وظهر في لعبة نداء الواجب: العمليّات السوداء 3 (Call of Duty: Black Ops III) بدور الغريم عند تفعيل وضع الكوابيس.
وظهر كلّ من دَيمُس وشقيقه فوبوس في النسخة الإنجليزيّة من القصّة المصوّرة اليابانية (مانغا) سايلُر مُون (Sailor Moon).